# Full Circle Magazine
Full Circle Magazine è una rivista sul sistema operativo Ubuntu, distribuita gratuitamente in formato PDF dal 2007; il suo scopo è la diffusione della cultura del software libero e in particolare del sistema operativo Ubuntu.

## Storia editoriale
(Slogan della rivista)
È un progetto nato sul forum internazionale della comunità di Ubuntu per creare una rivista che raccolga pratiche guide dettagliatamente illustrate e curiosità riguardanti l'uso sia dell'"ambiente" (Sistema Operativo) Ubuntu che delle sue derivate ufficiali. La comunità italiana di Ubuntu mette a disposizione la traduzione di questa rivista sul sito internazionale del progetto.
Full Circle Magazine è una pubblicazione indipendente e non è affiliata a Canonical Ltd., sponsor del sistema operativo Ubuntu; difatti la rivista è supportata dalla pubblicità, mentre gran parte del suo contenuto si basa su quanto viene inviato da scrittori volontari.
Si rivolge agli utenti di Ubuntu e di tutte le distribuzioni derivate, tra cui Kubuntu, Xubuntu ed Edubuntu e si concentra su recensioni di prodotti, news della comunità, Howto e suggerimenti per la risoluzione di problemi "generici" e di programmazione. La rivista è disponibile in molte lingue, la prima edizione è stata pubblicata in lingua inglese, italiana, estone, rumena, russa, spagnola, galiziana, olandese e indonesiana; i numeri più recenti sono disponibili, oltre che nella lingua originale inglese, anche in italiano, in francese e in ungherese.

### Edizione italiana
L'edizione italiana della rivista è curata dal Gruppo FCM, progetto del Gruppo Traduzione della Comunità Italiana di Ubuntu.
Tutte le traduzioni degli articoli della rivista vengono pubblicate con la stessa licenza utilizzata nella pubblicazione della rivista inglese: licenza Creative Commons Attribuzione-Condividi allo stesso modo 3.0 Unported.